# Залфелд-Рудолщат
Залфелд-Рудолщат (на немски: Saalfeld-Rudolstadt) е окръг в провинция Тюрингия, Германия, с площ 1034,6 км2 и население 107 368 души (по приблизителна оценка за декември 2017 г.). Административен център е град Залфелд.